# Suzzie Tapper
Suzzie Tapper, Susanne Lise-Lott Tapper, född 1 december 1957 i Sundbyberg, är en svensk sångerska och textförfattare. Hon föddes och växte upp i Sundbyberg men är nu bosatt på Södermalm i Stockholm. Hon är främst känd som sångerska och låtskrivare i popgruppen Suzzies orkester. Hon har två barn tillsammans med sin förre man Lasse Karlsson.
Okänt för många är att det är Tapper som står för alla sånginsatser i kultfilmen The Ninja Mission, och att skådespelerskan mimar till Tappers sång.
Tapper medverkade som textförfattare i Melodifestivalen 2002, till sången ”Ge mig mitt hjärta tillbaka”, som sjöngs av Jakob Stadell. Hon vågade vid detta tillfälle inte själv framföra bidraget, då hon nyligen blivit diagnosticerad med Parkinsons sjukdom. Hon har sedan dess tänkt om och deltog i den svenska Melodifestivalen 2008 med bidraget "Visst finns mirakel" till vilken hon också skrivit texten. Låten kvalificerade sig till Andra chansen i Kiruna, den 8 mars, där hon gick vidare efter första omgången, men slogs ut i den andra av Nordman.
Hon har släppt ett kritikerrosat soloalbum som heter Mirakel. 
Den 5 april 2010 sände SVT dokumentären Suzzie Tapper - jag har parkinson, där hon öppenhjärtigt berättade om sitt liv och sin sjukdom. Hösten 2012 visade samma kanal Suzzie Tapper - mitt nya liv med parkinson om hennes behandlingsframsteg och återsteg i musikkarriären.

## Album med Suzzies Orkester
(högsta placering på svenska topplistan inom parentes, om uppgift funnits)
- Suzzies orkester 1984
- 1000 nätter 1985
- Stunder av längtan 1987 (40)
- Om 1988 (13)
- Bara stjärnorna vet 1990 (30)
- No 6 1991 (28)
- Decennium 1993 (35)
- Cirklar 1995
- Orons fåglar 1997
- In i ditt innersta 2005

## Singel / maxi som medlem i gruppenThe Sylvesters
- Happy, Happy New Year For Us All (1990)

## Soloskivor
(högsta placering på svenska topplistan inom parentes)
- Visst Finns Mirakel (3-låts CD-singel, 2008) (13, 10 veckor. Sången låg även på Svensktoppen i tre veckor under perioden 6-27 april 2008, med placeringarna 7-6-10)
- Mirakel (2008) (13, 9 veckor)